# 中央军事委员会联合参谋部导航局
中央军事委员会联合参谋部导航局，位于北京市，是中央军事委员会联合参谋部下属局，负责导航工作。

## 沿革
1927年南昌起义部队南下广东途中，第11军参谋长徐光英亲自测绘行军路线，从南昌绘到江西南部的寻乌县。1928年10月中共中央重设军事部，下设参谋科，其五大任务之一是搜集和制定军用地图。1932年5月，中国工农红军学校开办首期测绘训练班，测绘教员姜文升，学员有李廷赞、刘忠等10余人。1933年1月开办第二期，学员有赵玉元（赵荣）、曾美、罗舜初等14名学员，测绘教员是参加宁都起义的第26路军军官。1933年9月，红军学校开设青年队，有学员90余人，学习文化知识；1933年10月，青年队编入彭杨学校（校长为陈赓）并改为测绘训练队，学习测绘专业课，由赖光勋担任队长，这是第3期测绘训练班。1933年5月，红军总司令部作战局设地图科。该机构后改名地图股（1935年1月，地图科与油印科合并为地图油印科，边章五任科长，地图科改为地图股，股长赖光勋）、测绘参谋（1937年抗战爆发后地图油印科撤销，作战科设测绘参谋为赵荣）、测绘股（1939年10月，赵荣任股长）、情报测绘科（1941年10月测绘股并入资料科，雷英夫任科长）、测绘科（1943年夏单设，徐良图任科长）、测绘组（抗战后缩编，刘达任组长。同时增设兵要地志组，刘良任组长）、兵要地志科（1947年冬测绘组与兵要地志组合并为兵要地志科，刘良任科长）。1934年10月，地图科长赖光勋带着30多箱地图、20多个挑夫随总部开始长征。1935年11月直罗镇战役胜利后，毛泽东说：“没有团长以上地形观察与地形测绘，便不能布置得这样适当，打得这样漂亮”。1942年6月，陕甘宁晋绥联防军成立测绘队，有64人，持续了近4年，完成了陕甘宁边区1比5万测绘制图，为1947年陕北三战三捷奠定了基础。
1946年5月5日，东北民主联军在长春市成立“东北民主联军总司令部测绘学校”，是当时中国共产党领导的唯一军事测绘学校。测绘学校对内称地图科，设有教育股、总务股、器材股、政治处及印刷厂，东北民主联军司令部作战处副处长石敬平兼校长，作战处地图科科长蒲锡文、副科长周建英兼任副校长。
解放战争后期，全军有测绘人员3800人（含接收的国军专业测绘人员），第一、第二、第三野战军成立了测绘（大）队。1949年1月31日北平和平解放后，东北军区司令部地图科科长兼测绘学校副校长蒲锡文到北平接管了国防部测量局北平图站和制印厂的设备、资料及人员约100人，1949年5月移交华北军区司令部制图科。1949年6～7月间，奉军委作战部部长李涛的命令，蒲锡文代表军委作战部到南京、上海等地调查了解第二、第三野战军的测绘工作，以及接收国防部测量局及有关测绘单位等情况。朱德批示：“东北军区测绘学校的干部不得随意调动，且对该校的领导还要加强”“国防建设、经济建设都迫切需要测绘工作先行，学生读地理课也得有符合实地的课本”。
1949年12月30日，中央军委决定，将东北军区司令部测绘学校改编为中国人民解放军测绘学校，归军委作战部建制领导，由东北军区代管。1950年1月17日，东北军区奉中央军委电令，任命东北军区司令部作战处副处长石敬平兼测绘学校校长，蒲锡文、（国民党测绘专家）刘述文任第一、第二副校长，焦仁午任副政治委员，刘达任副教育长；相继成立华东军区、中南军区、西南军区测绘学校。
- 华东军区测绘学校：1950年8月华东军区以测量大队部分人员为基础，又从华东军政大学等单位抽调人员，组建华东军区测绘学校。设测量和制图两个专业。军区司令部作战处处长王德兼校长和政委，测绘科科长王治峰兼副校长，刘依勤任副政委。有教员33人，首批学员有288人，编为3个学员队，学制为两年，为部队培养初级测绘技术人员。同时，开办短期测绘训练班，为部队培训测绘参谋和测绘员。1952年5月华东军区测绘学校撤销，少部分人员到总参测绘局及所属测绘部队外，大部分人员集体转业移交政务院财政经济委员会地质部，成立了南京地质学校。
- 中南军区测绘学校：1949年11月第四野战军接管了在柳州的国防部测量4队及图库100余人，人员、仪器器材及地图资料迁武汉，在武昌斗级营编成4个小组学习。1950年7月中南军区以斗级营学习班部分人员为教学骨干，从中南军政大学选调学员，组建中南军区测绘学校，设地形和制图两个专业，后增设仪器修造班。军区司令部作战处处长阎仲川兼校长，测绘科政委丁殿瑶兼政委，测绘科科长白万顺兼副校长。教员约20人，学员有280人，编成2个队、5个区队（1～4区队为地形班，5区队为制图班）。学制为两年。1950年秋，中南军区又以斗级营学习班人员为基础，组建军区测绘大队，参加治淮工程测绘工作。1951年，学校举办了两期测绘参谋训练班，培训100余人。1952年9月测绘大队集体转业组建地质部中南地质局测绘大队。1952年7月，中南军区测绘学校撤销，教职员除部分留中南军区，其余到中国人民解放军测绘学校和总参测绘局；毕业学员除留一个区队成立中南军区随军测量队外，其余分配到总参测绘局直属部队。
- 西南军区测绘学校：1950年2月，西南军区暨第二野战军以所属测量队为基础编成入藏测量队，后改称第1测量队，配属第十八军进军西藏测绘保障。同时将接收的国军测量队，改编为第2～5测量队，1951年2月纳入西南军区司令部作战处测绘分局；1951年2月西南军区在四川广安县组建军区测绘学校，军区测绘分局局长许剑兼任校长，刘岑任政委，程实任副校长。设大地测量、地形测量和地图制图3个专业，培养测绘参谋。教员约20人，学员从西南三省知识青年中招考500余人，编5个中队。1952年6月，西南军区测绘学校撤销，学员尚在学习基础课未进入测绘专业课程学习；除194名转中国人民解放军测绘学校继续学习外，其他转到成都铁路工程学校继续学习。

1950年5月11日，中央人民政府人民革命军事委员会作战部测绘局成立，蒲锡文（东北军区司令部地图科长兼中国人民解放军测绘学校校长）任副局长，主持局务工作。1950年8月朱德总司令视察军事测绘工作，为测绘部门题词“努力建设人民的测绘事业”。1950年11月1日军委航测队成立。1951年1月华东军区海道测量局改为海军司令部海道测量局。1951年7月召开第一次全军测绘工作会议，决定5个大军区设立测绘科，西南军区因为解放西藏设立测绘分局。1951年10月19日召开全军第四次测绘工作会议，通过了《关于军委与各大军区测绘任务的决定》，把《三年测绘工作计划纲要》改为五年，并提出扩编测绘部队，得到中央军委原则同意。1952年1月毛泽东批准的中央军委《军事整编计划》，以及中央军委1952年3月关于全军测绘系统整编为5000人的通知，测绘部队进行精简整编，“专办国防”。在这次整编中，各军区测绘部队除留少数人员组成随军测量队外，其余人员部分转业到政府有关部门，部分调归解放军测绘学校和总参测绘局直属测绘部队，三个军区测绘学校先后撤销。1952年3月，军委作战部测绘局改称中央人民政府人民革命军事委员会总参谋部测绘局，由总参谋部直接领导。军委指示全军测绘系统整编为5000人，精简下来的人转业地方。1952年5月派出测绘人员赴朝鲜，协助朝方勘测三条铁路线路。1953年4月陈外欧任总参测绘局局长。1953年7月中国人民解放军测绘学校改名中国人民解放军测绘学院，陈外欧兼任院长。至1953年底，测绘局组建了大地测量队、航空测量队、2个地形测量队、制图队。1954年11月，改称中国人民解放军总参谋部测绘局。1954年10月和1955年10月总参测绘局先后两次向国务院、中央军委提出成立国家测绘机构的建议。1955年学习苏军，军区测绘科改称测绘主任。1955年12月，总参测绘局编制的1:150万比例尺《中华人民共和国全图》出版。1956年1月，第一届全国人民代表大会常务委员会会议，批准成立国家测绘总局。1956年5月26日国务院批复《关于国家测绘总局与军事测绘局的任务分工与业务联系问题》。1959年1月，总参测绘局测绘科学研究所成立。1959年3月，中央军委副主席、国务院副总理兼国防部部长彭德怀，接见了中共总参测绘局代表大会代表和先进工作者代表大会代表，并且在会上作报告，指示军事测绘工作要讲求质量。1959年4月，国家测绘总局和总参测绘局联合颁发《1:1万、1:2.5万、1:5万、1:10万比例尺地形图测绘基本原则草案》。1961年11月，总参测绘局直属的测绘单位25个；全军测绘队统一改称大队；总参谋部决定将总参测绘局直属的9个测量大队改归各大军区建制。从1961-1964年，测绘局累计12个测量大队下放给各大军区。军区6个临时性测地大队列编，随军测量队扩编为测绘大队。1965年底，测绘局直属11个测绘单位；军区辖29个测量大队。1959年1月总参测绘局测绘科学研究所成立。 
1966年至1970年间，国家测绘总局和总参测绘局共同进行了三线建设地区地形图的突击测绘，保证了国家三线建设用图急需，起到了重要的基础性保障作用。
1968年9月总参测绘局机关合并为4个组，直到1969年底才得以恢复。1969年6月，国务院、中共中央军委发出《关于总参测绘局和国家测绘总局合并，国家测绘总局合并后撤销的通知》，由此国家测绘总局及所属各分局，各内、外业队，1969年11月测绘科学研究所和武汉测绘学院先后撤销，地图出版社划归北京市出版办公室领导。1970年1月，总参测绘科学研究所成立。1971年至1975年测绘部队进行了青藏高原测图会战，消灭了青藏高原地形图空白区140万平方公里，中国首次实现了实测地形图陆地国土全覆盖，42名官兵牺牲。1973年3月，国务院、中央军委发出通知，决定重建国家测绘总局，李人林任筹建小组组长，同时决定在各省、自治区、直辖市设测绘局处，重建后的国家测绘总局归属国家建委领导。1974年10月兰州军区某测绘大队技术人员在各拉丹冬雪山实地测绘长江源头地形图。1975年5月，总参测绘局和国家测绘总局组成49人的测量分队，在国家登山队配合下，综合采用三角、导线、水准、天文、重力等测量方法，对珠峰高程进行了一次精确测量，创造了世界重力测量最高点记录，经计算得出珠峰冰面高程为8848.13米，并向全世界公布。1976年和1978年，长江流域规划办公室会同有关单位，在兰州军区测绘部队技术人员引导下，先后两次进入长江源头地区进行复核勘察，并公开宣布了长江源勘察成果。1976年执行西沙群岛与大陆坐标联测任务。1982年中央军委授予成都军区第一测绘大队以“丈量世界屋脊的英雄测绘大队”荣誉称号。1983年各大军区测绘科改称测绘处。1989年3月24日中华人民共和国中央军事委员会主席邓小平签发命令，授予总参笫一测绘大队“英雄测绘大队”荣誉称号。解放军报刊载题为《拥抱大地的士兵》的长篇报道、科技日报发表《轨迹》等专题通讯,突出报道了总参笫一测绘大队的英雄事迹,在全国、全军引起了积极反响。
1992年9月，该局改归中国人民解放军总参谋部作战部建制，成为中国人民解放军总参谋部作战部测绘局。1996年颁布《中国人民解放军测绘条例》。1997年4月，《国家计委关于中国地壳运动观测网络国家重大科学工程项目建议书的批复》同意由国家地震局、总参测绘局、中国科学院、国家测绘局共同建设中国地壳运动观测网络国家重大科学工程项目。
2011年11月22日，该局更名为中国人民解放军总参谋部测绘导航局。
中华人民共和国民政部区划地名司与总参测绘导航局在出版《中华人民共和国标准地名图集》、第二次全国地名普查试点、勘界、日常地名管理等方面长期开展合作。
中共十七大以来，国家测绘地理信息局、总参测绘导航局为落实中共中央关于推进军民融合发展的战略部署，推进了军地测绘融合发展并取得进展。根据中共十八大关于“加强军民融合式发展战略规划、体制机制建设、法规建设”的精神，2013年8月1日，国家测绘地理信息局和总参测绘导航局共同签署《关于进一步推进军地测绘融合发展协议》。
2016年改革前，中国人民解放军总参谋部测绘导航局（地址为北京市海淀区北三环中路69号）隶属中国人民解放军总参谋部作战部，为副军级单位。下设机构有：政治部、办公室、管理处、地图资料档案馆、北斗导航办公室、测绘研究所、测绘信息中心、测绘信息技术总站（位于西安市）、卫星导航定位总站（位于西安市）、第一测绘大队（驻天津市）、第四测绘大队（驻北京市）、第一大地测量队、第一测绘导航基地（位于北京市）、第二测绘导航基地（位于南京市）、第三测绘导航基地（位于甘肃省）、第四测绘导航基地（位于四川省）、星球地图出版社（总参谋部政治部主管，总参谋部测绘导航局主办）、中国人民解放军第1206工厂等。
在深化国防和军队改革中，2016年1月撤销中国人民解放军总参谋部，组建中央军事委员会联合参谋部，中国人民解放军原总参谋部测绘导航局导航部分重组为中央军事委员会联合参谋部导航局。

## 历任局长
中国人民解放军总参谋部测绘导航局局长
- 蒲锡文（1950年5月—1952年3月）（副局长，主持局务工作）
- 张清化（1952年8月—1953年4月）（代理）
- 陈外欧 少将（1953年4月—1956年7月调任国家测绘总局局长）
- 刘良 上校（1956年7月—1959年11月）
- 张清化 少将（1959年11月—1978年9月）
- 刘良 大校（1978年9月—1982年8月）
- 崔世芳 少将（1982年8月—1990年6月）
- 张国威 少将（1990年6月—1992年8月）
- 张振乾 少将（1992年8月—1995年8月）
- 卜庆君 少将（1995年8月—1999年6月）[39]
- 李志光 少将（1999年6月—2006年8月）
- 袁树友 少将（2006年8月—2011年）
- 薛贵江 少将（2011年—2016年）

| 中央军委联合参谋部导航局局长 | 中央军委联合参谋部导航局副局长 |